# Policarpo Olvera
Policarpo Olvera (18?? - 19??) fue un político y periodista mexicano, integrante y presidente del Club Aquiles Serdán de Jalpan de Serra queretano adherido al Partido Nacional Antirreeleccionista. Policarpo presidió el “Club Aquiles Serdán” en apoyo a la candidatura presidencial de Francisco I. Madero por mandato de su fundador y pariente Herminio Olvera, por lo que ambos fueron objeto de persecución por parte de las autoridades federales del general y presidente Porfirio Díaz. Fue diputado Suplente por el 4o. distrito electoral del estado de Querétaro en la XXX Legislatura de México junto al general José Siurob, derrotando a su pariente y opositor, el general Francisco Olvera Montes, quien impugnó los resultados sin obtener el puesto. A la muerte de Policarpo, fue nombrado Personaje Ilustre del Municipio Jalpan de Serra. 